# Paula Newby-Fraser
Pour les articles homonymes, voir Fraser.
Paula Newby-Fraser, née le 2 juin 1962 en Rhodésie du Sud, est une triathlète zimbabwéenne naturalisée américaine en 1993. Elle détient le record du nombre de victoires sur triathlon Ironman mais également celui du plus grand nombre de victoires au championnat du monde d’Ironman à Kona à Hawaï, avec huit titres. Ce considérable nombre de victoires lui a valu son surnom de « Reine de Kona » (« Queen of Kona »).

## Biographie
Paula Newby-Fraser est née en Rhodésie du Sud, actuel Zimbabwe et a grandi en Afrique du Sud, c'est une nageuse de formation et se classe au niveau national dans les catégories enfants.
Paula Newby-Fraser  est surnommée The Queen of Kona en raison de ses huit victoires lors de du triathlon Ironman d'Hawaï, disputé à Kona. Elle détient le record du monde de cette compétition en 8 h 50 min 28 s jusqu'en 2008, c'est Yvonne van Vlerken qui bat ce record en 8 h 45 min 48 s. Après une première participation en 1985 où elle termine à la troisième place, elle remporte cette course dès la saison suivante. Elle la remporte à nouveau en 1988, 1989, 1991, 1992, 1993, 1994 et 1996. Cette dernière victoire survient après une quatrième place obtenue lors de l'édition précédente : en tête à quatre cent mètres de la ligne, elle tombe épuisée. Elle met ensuite vingt minutes pour se relever et franchir la ligne. Dans les années 1990, elle participe à des compétitions de duathlon longue distance comme le Powerman Duathlon de  Zofingen en Suisse, ainsi qu'au championnat du monde de duathlon à Palm Springs.
En 1991, Paula Newby-Fraser apparait avec le cycliste John Howard, dans Leçons en vélo de John Howard, une  vidéo produite par New & Vidéos de San Diego, en Californie. Elle y fait la démonstration de technique de vélo. Elle s'adonne ensuite aux ultra marathons. Au Ridgecrest High Desert  en avril 1997, elle remporte la compétition et établit un nouveau record en 4 h 6. En octobre 2005, elle se marie avec son entraîneur l'Américain Paul Huddle, un ancien triathlète professionnel.

## Palmarès
Le tableau présente les résultats les plus significatifs (podium) obtenus sur le circuit international de triathlon depuis 1985.
| Année | Compétition                                  | Pays           | Position           | Temps            | Nationalité sportive |
| ----- | -------------------------------------------- | -------------- | ------------------ | ---------------- | -------------------- |
| 2004  | Ironman Corée du Sud                         | Corée du Sud   | Médaille d'or      | 8 h 54 min 2 s   | États-Unis           |
| 2002  | Ironman Japon                                | Japon          | Médaille d'or      | 9 h 43 min 18 s  | États-Unis           |
| 2001  | Ironman Californie                           | États-Unis     | Médaille d'argent  | 9 h 32 min 39 s  | États-Unis           |
| 2000  | Ironman Afrique du Sud                       | Afrique du Sud | Médaille d'or      | Timing           | États-Unis           |
| 1997  | Ironman Australie                            | Australie      | Médaille d'or      | 9 h 8 min 22 s   | États-Unis           |
| 1997  | Ironman Lanzarote                            | Espagne        | Médaille d'or      | 10 h 12 min 25 s | États-Unis           |
| 1996  | Ironman - Championnat du monde à Kailua-Kona | États-Unis     | Médaille d'or      | 9 h 6 min 49 s   | États-Unis           |
| 1996  | Ironman Australie                            | Australie      | Médaille d'or      | Timing           | États-Unis           |
| 1996  | Ironman Canada                               | Canada         | Médaille d'or      | Timing           | États-Unis           |
| 1995  | Ironman Lanzarote                            | Espagne        | Médaille d'or      | 9 h 24 min 39 s  | États-Unis           |
| 1995  | Ironman Europe                               | Allemagne      | Médaille d'or      | 9 h 6 min 34 s   | États-Unis           |
| 1994  | Ironman - Championnat du monde à Kailua-Kona | États-Unis     | Médaille d'or      | 9 h 20 min 14 s  | États-Unis           |
| 1994  | Ironman Europe                               | Allemagne      | Médaille d'or      | 8 h 50 min 53 s  | États-Unis           |
| 1994  | Ironman Lanzarote                            | Espagne        | Médaille d'or      | 9 h 29 min 36 s  | États-Unis           |
| 1993  | Ironman - Championnat du monde à Kailua-Kona | États-Unis     | Médaille d'or      | 8 h 58 min 23 s  | États-Unis           |
| 1992  | Ironman - Championnat du monde à Kailua-Kona | États-Unis     | Médaille d'or      | 8 h 55 min 28 s  | Zimbabwe             |
| 1992  | Ironman Europe                               | Allemagne      | Médaille d'or      | Timing           | Zimbabwe             |
| 1991  | Ironman - Championnat du monde à Kailua-Kona | États-Unis     | Médaille d'or      | 9 h 7 min 52 s   | Zimbabwe             |
| 1990  | Ironman - Championnat du monde à Kailua-Kona | États-Unis     | Médaille d'argent  | 9 h 20 min 1 s   | Zimbabwe             |
| 1989  | Ironman - Championnat du monde à Kailua-Kona | États-Unis     | Médaille d'or      | 9 h 0 min 56 s   | Zimbabwe             |
| 1988  | Ironman - Championnat du monde à Kailua-Kona | États-Unis     | Médaille d'or      | 9 h 1 min 1 s    | Zimbabwe             |
| 1987  | Ironman - Championnat du monde à Kailua-Kona | États-Unis     | Médaille de bronze | 9 h 40 min 37 s  | Zimbabwe             |
| 1986  | Ironman - Championnat du monde à Kailua-Kona | États-Unis     | Médaille d'or      | 9 h 49 min 14 s  | Zimbabwe             |
| 1985  | Ironman - Championnat du monde à Kailua-Kona | États-Unis     | Médaille de bronze | 10 h 31 min 4 s  | Zimbabwe             |